# Sugamo

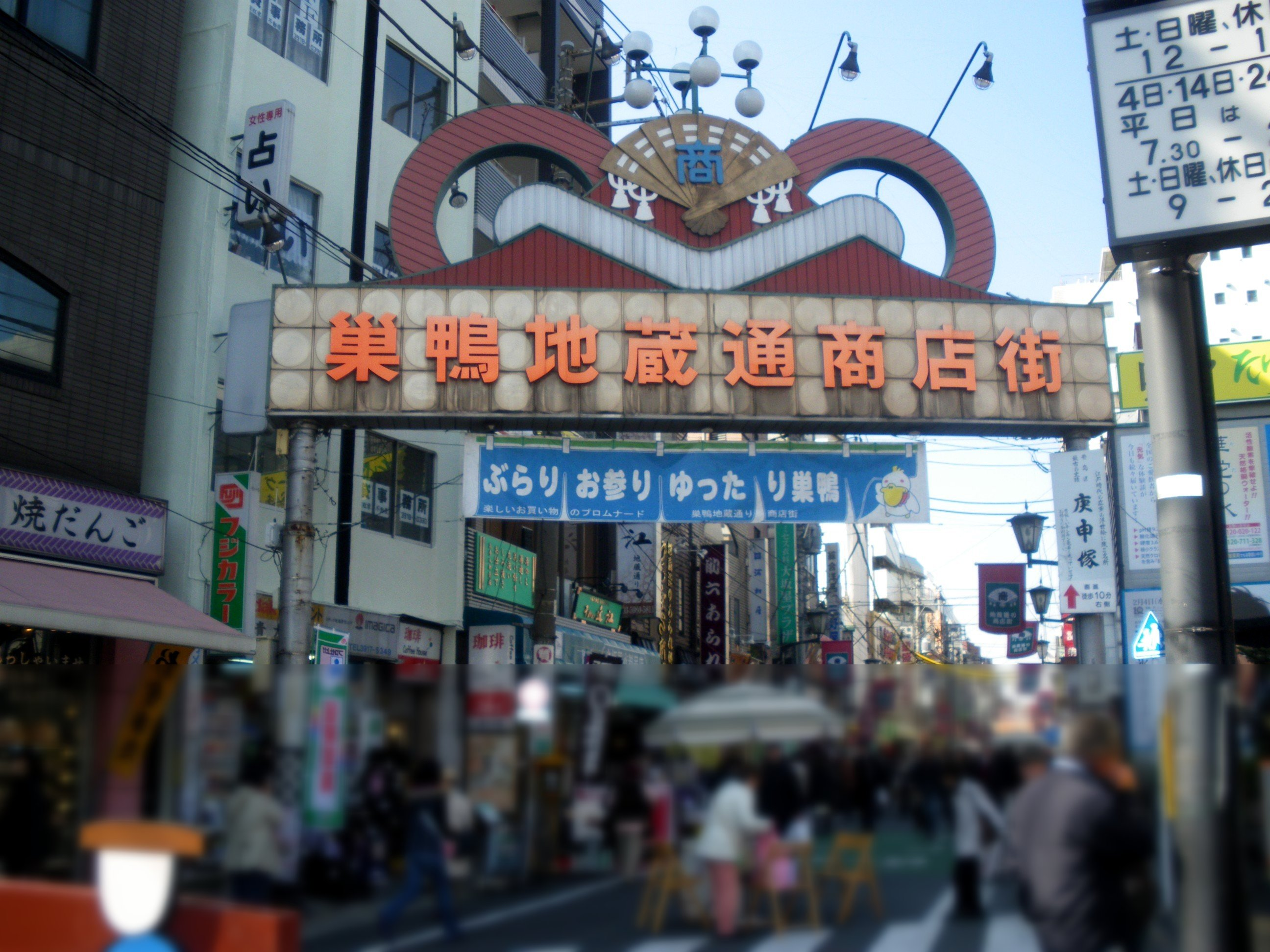
Entrada a la calle Jizō Dōri de Sugamo.

Sugamo (巣鴨?) es un distrito comercial ubicado en el barrio de Toshima, en Tokio, Japón. Sugamo es un distrito muy concurrido por gente mayor, por lo que es popularmente conocido como el «Harajuku para las señoras mayores». Se encuentra en el punto de cruce de la línea Yamanote y la ruta nacional de Japón número 17.

## Descripción
En la calle comercial de Jizō Dōri, que tiene una longitud de alrededor de 800 metros, se pueden encontrar más de 200 tiendas donde venden ropa, comida tradicional y numerosos productos destinados a la gente mayor y personas de la tercera edad, desde bastones a carritos de la compra que sirven como apoyo al caminar. Sugamo es también conocido por sus dulces tradicionales, especialmente los daifuku, pasteles de arroz que contienen pasta de anko sin azúcar y con sabor salado suave. Además los días 4, 14 y 24 de cada mes hay un mercadillo, con lo que la zona está todavía más concurrida de lo habitual.
En Jizō Dōri también se encuentra el templo Kouganji (高岩寺), también llamado Togenuki Jizo, el cual famoso por curar enfermedades, como su nombre indica, pues literalmente togenuki significa "arrancar la enfermedad". Es por este motivo que mucha gente mayor acude al templo y de ahí que el barrio se haya especializado en comercializar productos para gente mayor.
En la zona aún sigue activa la línea de tranvía Toden Arakawa, que recorre el norte de Tokio y pasa a través de Sugamo. Esta línea fue inaugurada en 1913 y originalmente era parte de una extensa red de tranvía, aunque ahora, después de unos 100 años, solo queda en funcionamiento el tramo que conecta Waseda y Minowabashi. Cerca de la zona de Sugamo también se encuentran también los jardines de Rikugien o el templo Shinsho-ji, muy cercano a la línea Yamanote.